# VAG SB-motor
VAG SB motoren er en 4-cylindret dieselmotor med forkammerindsprøjtning, som blev brugt i Audi og VW modeller fra 1986 til 1993.
Som efterfølger anses 1,9 Turbodiesel motoren med kode AAZ.